# Formuła TT

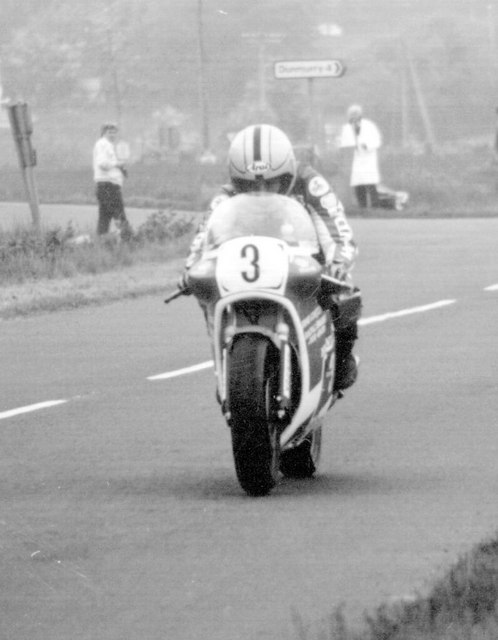
Joey Dunlop, pięciokrotny mistrz świata FTT, na Ulster GP w 1982 r.

Formula TT – klasa wyścigów motocyklowych w latach 1977–1989 z oficjalnymi Mistrzostwami Świata pod egidą Międzynarodowej Federacji Motocyklowej.

## Regulacje techniczne
Formuła TT była podzielona na trzy klasy pojemności silnika zarówno dla silników dwusuwowych, jak i czterosuwowych.
- Formula I – czterosuwowe 600 do 1000 cm³ i dwusuwowe 350 do 500 cm³
- Formula II – czterosuwowe 400 do 600 cm³ i dwusuwowe 250 do 350 cm³
- Formula III – czterosuwowe 200 do 400 cm³ i dwusuwowe 125 do 250 cm³

## Lista zwycięzców[1]
| Rok  | Formula III          | Formula II                | Formula I                 |
| ---- | -------------------- | ------------------------- | ------------------------- |
| 1977 | John Kidson (Honda)  | Alan Jackson jr. (Honda)  | Phil Read (Honda)         |
| 1978 | Bill Smith (Honda)   | Alan Jackson jr. (Honda)  | Mike Hailwood (Ducati)    |
| 1979 | Barry Smith (Yamaha) | Alan Jackson jr. (Honda)  | Ron Haslam (Honda)        |
| 1980 | Ron Haslam (Honda)   | Charlie Williams (Yamaha) | Graeme Crosby (Suzuki)    |
| 1981 | Barry Smith (Yamaha) | Tony Rutter (Ducati)      | Graeme Crosby (Suzuki)    |
| 1982 |                      | Tony Rutter (Ducati)      | Joey Dunlop (Honda)       |
| 1983 |                      | Tony Rutter (Ducati)      | Joey Dunlop (Honda)       |
| 1984 |                      | Tony Rutter (Ducati)      | Joey Dunlop (Honda)       |
| 1985 |                      | Brian Reid (Yamaha)       | Joey Dunlop (Honda)       |
| 1986 |                      | Brian Reid (Yamaha)       | Joey Dunlop (Honda)       |
| 1987 |                      |                           | Virginio Ferrari (Bimota) |
| 1988 |                      |                           | Carl Fogarty (Honda)      |
| 1989 |                      |                           | Carl Fogarty (Honda)      |
| 1990 |                      |                           | Carl Fogarty (Honda)      |